# Bitwa pod Dobrym Miastem

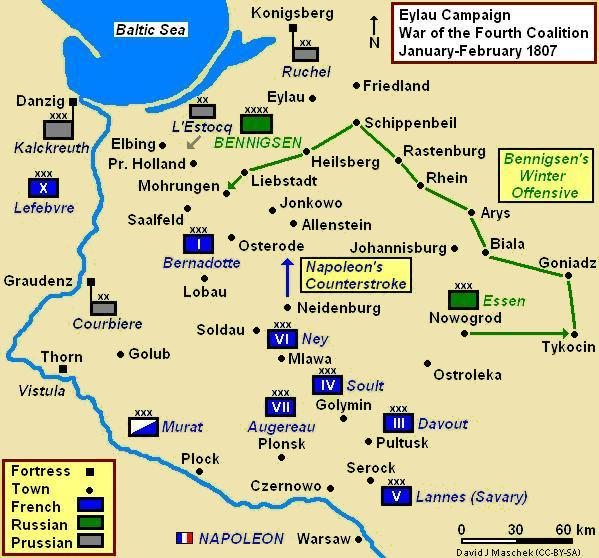
Kampania pruska Napoleona przeciw wojskom rosyjskim w 1807

Bitwa pod Dobrym Miastem – starcie zbrojne, które miało miejsce 5–9 czerwca 1807 podczas wojen napoleońskich.

## Historia
Stojąca pod Lidzbarkiem Warmińskim (Heilsberg), armia rosyjska (100 tys. żołnierzy) gen. Levina Bennigsena miała prawe skrzydło oparte o Braniewo, lewe skrzydło oparte o Węgorzewo, natomiast centrum stało w Lidzbarku Warmińskim. Benningsen postanowił wykorzystać rozciągnięcie się sił francuskich i rozbić wysunięty z przodu, ciągnący się od Olsztyna po Dobre Miasto (Guttstadt), korpus Michela Neya, po czym uderzyć i pobić następne korpusy francuskie. Plan ten jednak był realizowany nieudolnie i jedynie Matwiej Płatow (10 tys. żołnierzy) zdołał przeprawić się przez Łynę i zagrozić tyłom korpusu Neya. Ney opuścił Dobre Miasto, a w tym czasie Napoleon przystąpił energicznie do skupiania swych sił. Współpracujący z Neyem Louis Davout wysłał na Olsztyn dwie dywizje. Zagrożony szybką koncentracją wojsk francuskich Bennigsen zatrzymał się w Dobrym Mieście. Jednak gdy na tyły Rosjan wyszedł maszerujący znad Pasłęki do Ornety korpus Nicolasa Soulta, Bennigsen zmuszony został opuścić Dobre Miasto i wycofać się z powrotem do Lidzbarka. Podczas rosyjskiego odwrotu Napoleon uderzył i rozbił pod Dobrym Miastem straż tylną armii Bennigsena, a następnie zajął miasto. By zorganizować uderzenie na Lidzbark Warmiński, zgromadził pod Dobrym Miastem 120 tys. żołnierzy.
Zapisem w formie Heilsberg bitwa została upamiętniona na wschodnim filarze Łuku Triumfalnego w Paryżu.